# Джелліко (Теннессі)
Джелліко (англ. Jellico) — місто (англ. city) в США, в окрузі Кемпбелл штату Теннессі. Населення — 2154 особи (2020).

## Географія
Джелліко розташоване за координатами 36°32′57″ пн. ш. 84°8′32″ зх. д. / 36.54917° пн. ш. 84.14222° зх. д. (36.549098, -84.142207).  За даними Бюро перепису населення США в 2010 році місто мало площу 16,52 км², з яких 16,33 км² — суходіл та 0,19 км² — водойми.

## Демографія
Згідно з переписом 2010 року, у місті мешкало 2355 осіб у 1027 домогосподарствах у складі 600 родин. Густота населення становила 143 особи/км².  Було 1147 помешкань (69/км²).
Расовий склад населення:
| - 95,2 % — білих - 1,8 % — чорних або афроамериканців - 1,1 % — азіатів - 0,4 % — корінних американців |

До двох чи більше рас належало 1,3 %. Частка іспаномовних становила 0,8 % від усіх жителів.
За віковим діапазоном населення розподілялося таким чином: 20,7 % — особи молодші 18 років, 59,2 % — особи у віці 18—64 років, 20,1 % — особи у віці 65 років та старші. Медіана віку мешканця становила 43,5 року. На 100 осіб жіночої статі у місті припадало 90,8 чоловіків;  на 100 жінок у віці від 18 років та старших — 84,2 чоловіків також старших 18 років.
Середній дохід на одне домашнє господарство  становив 40 297 доларів США (медіана — 23 775), а середній дохід на одну сім'ю — 46 173 долари (медіана — 35 192). Медіана доходів становила 32 074 долари для чоловіків та 30 085 доларів для жінок. За межею бідності перебувало 29,6 % осіб, у тому числі 47,3 % дітей у віці до 18 років та 20,9 % осіб у віці 65 років та старших.
Цивільне працевлаштоване населення становило 770 осіб. Основні галузі зайнятості: освіта, охорона здоров'я та соціальна допомога — 29,2 %, мистецтво, розваги та відпочинок — 13,8 %, роздрібна торгівля — 11,2 %, виробництво — 9,5 %.